# Saint-Jean-Pied-de-Port
Saint-Jean-Pied-de-Port (em basco: Donibane Garazi) é uma comuna francesa na região administrativa da Nova Aquitânia, no departamento dos Pirenéus Atlânticos Está integrada na província histórica da Baixa Navarra no País Basco francês. Estende-se por uma área de 2,73 km². Em 2010 a comuna tinha 1 843 habitantes (densidade: 675,1 hab./km²).